# ЖС серија 413
ЖС серија 413/417 је нископодни четвороделни путнички електромоторни воз Железнице Србије који производи швајцарско предузеће Штадлер.

## Порекло и развој
Предузеће Штадлер је 2004. године развило серију возова ФЛИРТ - лаки брзи иновативни регионални воз (FLIRT - Fast Light Innovative Regional Train) за потребе Швајцарских федералних железница, али су у међувремену ове возове наручиле и бројне друге земље са различитом спецификацијом. Закључно са 31. децембром 2014. Штадлер укупно има преко 1000 поручених гарнитура од почетка овог програма, што је изванредна референца ове серије електромоторних комплета. Флирт-ови у највећем броју случајева имају максималну брзину од 160 км/ч али постоје варијанте које развијају и 200 км/ч (као што су Норвешка и Шведска).
Воз се одликује малом масом јер му је каросерија израђена од екструдираног алуминијума као и великом инсталираном снагом мотора што обезбеђује изузетна убрзања 1,2 м/с2. Додатни разлог мале укупне масе лежи у чињеници да има само 5 обртних постоља (енглески: bogie) уместо 8 код класичне конструкције за 4 вагона тако да се суседни вагони ослањају на заједничко обртно постоље (тај принцип ослањања примењен је код француског ТЖВ-а). Укупна тежина празног воза је око 127 тона. Врло важна одлика му је и то да је значајно тиши у вожњи од класичних варијанти ЕМВ. Воз је првенствено израђен за приградске и међуградске линије, а најновија генерација ФЛИРТ 3 које су поручиле „Железнице Србије“ имаће управо ту намену да скрати постојеће време путовања и подигне комфор путника на задатим релацијама. Овај воз је савременог дизајна, погоњен електромоторима укупне максималне снаге 2600 КW или 2000 КW у континуираној вожњи. Максимална брзина је 160 километара на час. Капацитет 465 места за путнике, од тога 235 седење (12 седишта првог разреда, 212 фиксних седишта у другом разреду, 11 помоћних седишта) као и 230 места за стајање. На свим вагонима средишња врата су спуштена и са равним подом чиме је омогућен особама са посебним потребама и бициклистима врло једноставан приступ.
Сва четири вагона су повезана у једну целину (путнички простор), са комфорним седиштима у оба разреда с тим да је мало луксузније и првом разреду који располаже индивидуалним утичницама за напајање струјом. Путнички простор је у потпуности климатизован, опремљен безбедносним видео надзором. Површина ниског пода у композицији је заступљена са 75%. Воз има систем за дијагностику и управљање, савремени простран вакуум тоалет прилагођен и за особе са посебним потребама. Цена једног комплета за Железнице Србије износи око 4,76 милиона евра, (100/21), а у цену су урачунати резервни делови и обука.
Познато је да је Штадлер веома отворен и флексибилан за техничку сарадњу и кооперацију, па би се у евентуалним наредним поруџбинама могла договорити и опција делимичног ангажмана српске вагоноградње у производњи нових ЕМВ.

## Увођење у саобраћај
Након спроведеног међународног тендера „Железнице Србије“ су почетком априла 2013. године потписале уговор са швајцарским предузећем Штадлер буснанг о куповини 21 новог електромоторног воза из кредита Европске банке за обнову и развој (ЕБРД) са седиштем у Лондону у висини од 99 милона евра. На основу уговора предвиђено је да први нови електро-моторни воз буде пуштен у саобраћај из серије октобра 2014, а последњи августа 2015. На једном од највећих светских међународних сајмова транспорта „Инотранс" који се одржава у Берлину швајцарска фирма „Штадлер" и „Железнице Србије“ су представиле посебно дизајниран електромоторни воз најновије генерације „ФЛИРТ 3", 24. септембра 2014. године. Неколико дана раније, 19. септембра, прва гарнитура стигла је у Суботицу да би пар дана касније отпочеле пробне вожње на деоници Београд - Шид. Свака гарнитура пре увођења у железнички саобраћај биће тестирана на брзинском полигону у месту Фауреј у Румунији. Након што су „Железнице Србије“ добиле дозволу за коришћење нових електромоторних гарнитура, први воз отпочео је са редовним саобраћајем 23. јуна 2015. године на релацији Београд – Нови Сад.